# Moorland (Iowa)
Pour les articles homonymes, voir Moorland.
Moorland est une ville, du comté de Webster en Iowa, aux États-Unis. Elle est incorporée le 6 octobre 1902.

## Source de la traduction
- (en) Cet article est partiellement ou en totalité issu de l’article de Wikipédia en anglais intitulé « Moorland, Iowa » (voir la liste des auteurs).